# Vida privada (película)
Vida privada (en inglés: Private Life) es una película estadounidense de comedia dramática escrita y dirigida por Tamara Jenkins. La película está protagonizada por Paul Giamatti, Kathryn Hahn, Kayli Carter, Molly Shannon, John Carroll Lynch, Desmina Borges y Denis O'Hare.
La película tuvo su premier mundial el 18 de enero de 2018 en el Festival de Cine de Sundance. Fue estrenada el 5 de octubre de 2018, por Netflix.

## Sinopsis
Cuenta la historia de una pareja residente de Manhattan, el es director de teatro y su esposa una prestigiosa dramaturga. Ellos llevan muchos años intentando tener un bebé y al no lograrlo, llevan a cabo un plan que involucra muchos sacrificios poniendo en riesgo a su propia familia. Es una historia dramática , llena de comedia sutil y temas de actualidad sobre la fertilidad.

## Reparto
- Kathryn Hahn como Rachel Biegler.
- Paul Giamatti como Richard Grimes.
- Kayli Carter como Sadie Barrett.
- Molly Shannon como Cynthia Grimes.
- Denis O'Hare como el Dr. Dordick
- Emily Robinson como Charlotte Grimes.
- John Carroll Lynch como Charlie Grimes.
- Desmina Borges como Sam.
- Francesca Raíz-Dodson como Fiona.

## Producción
El 4 de enero de 2017, se informó de que Kathryn Hahn protagonizaría la película de Netflix Vida Privada, escrita y dirigida por Tamara Jenkins. El 31 de enero de 2017, Paul Giamatti se incorporó al elenco. El 16 de marzo de 2017, se informó que Molly Shannon, Emily Robinson, John Carroll Lynch, Kayli Carter, y Francesca Raíz-Dodson también serían parte del reparto. El 17 de marzo de 2017, la película comenzó a roarse en White Plains, Nueva York. Denis O'Hare y Desmina Borges posteriormente, se unieron al film.

## Estreno
La película tuvo su premier mundial en el Festival de Cine de Sundance en 18 de enero de 2018. También se proyectó en el Festival de Cine de Nueva York el 1 de octubre de 2018. Fue estrenada el 5 de octubre de 2018.